# Naturschutzgebiet Im Bäumchen

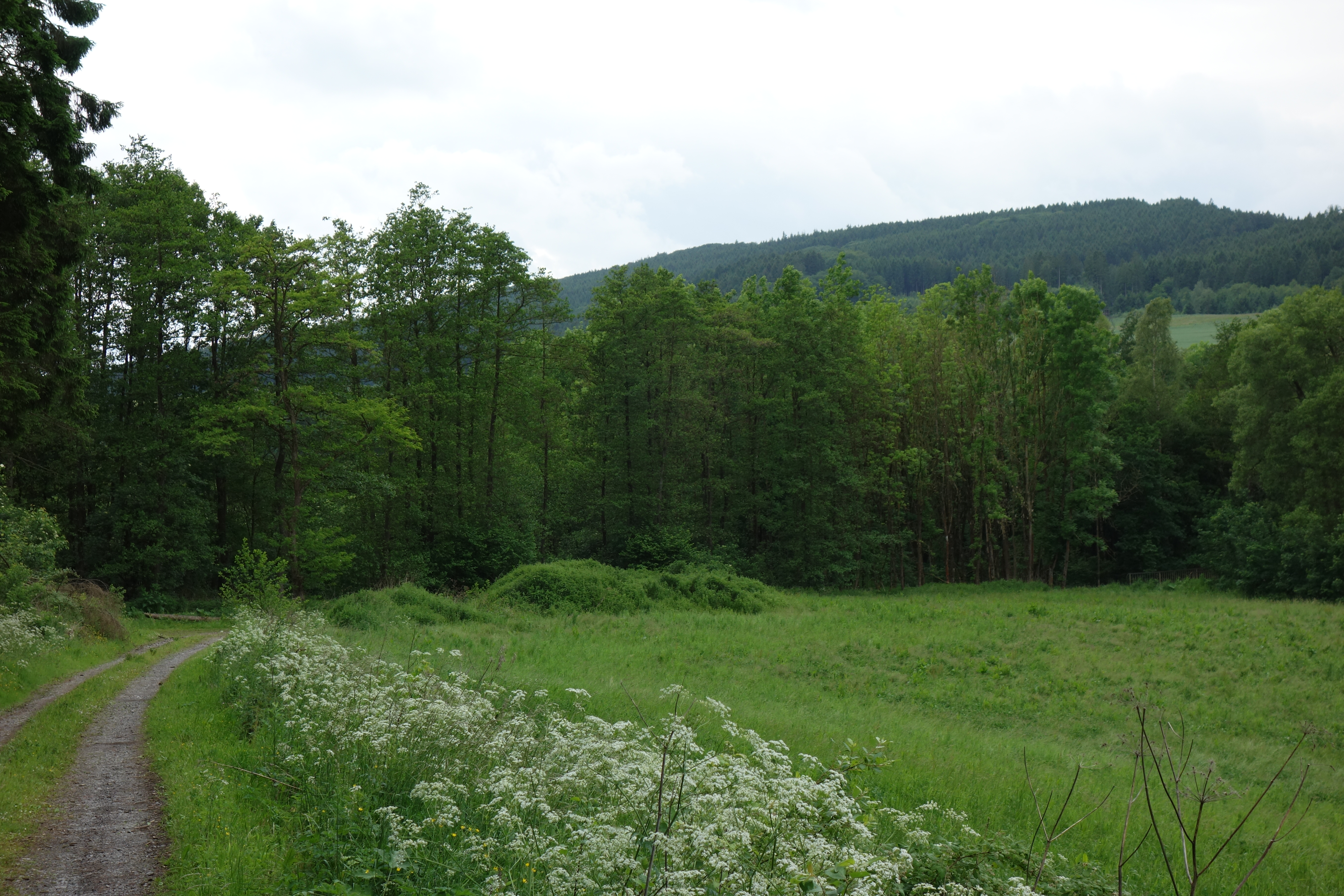
Naturschutzgebiet Im Bäumchen

Das Naturschutzgebiet Im Bäumchen mit einer Flächengröße von 1,19 ha liegt südwestlich von Frenkhausen im Stadtgebiet von Meschede. Das Gebiet wurde 1994 mit dem Landschaftsplan Meschede durch den Kreistag des Hochsauerlandkreises als Naturschutzgebiet (NSG) mit dem Namen Naturschutzgebiet Erlenwald südlich Frenkhausen und einer Flächengröße von 1,5 ha ausgewiesen. Bei der Neuaufstellung des Landschaftsplanes Meschede 2020 wurde der Name geändert und die Flächengröße verkleinert.

## Gebietsbeschreibung
Beim NSG handelt es sich um einen kleinen Roterlen-Feuchtwald auf der Talsohle eines kleinen Quellbach-Zuflusses des Kesselbaches. Im Nordteil existiert eine ausgeprägte Quellmulde, hangaufwärts schließt sich eine sickerfeuchte Muldenlage an. Der altersgleiche Wald besitzt eine hochwüchsige Krautschicht nitrophiler Prägung, da bis zu den 60er Jahren das Umfeld des Gebietes noch landwirtschaftlich genutzt wurde. Es kommen deutliche Eutrophierungszeiger im NSG vor. Es kommt das Drüsige Springkraut, invasiver Neophyt, im NSG vor. Entlang des Quellbaches stehen einige ältere Erlen-Stockausschläge. Hier kommt punktuell auch eine typische Quellflur zur Ausprägung. Der Erlen-Feuchtwald ist eine kleine, lokal wertvolle Ökozelle im verzweigten Fließgewässer-Biotopverbund des Kesselbaches. Der Standort dürfte anthropogen, also menschengemacht bzw. verändert sein, da noch in der ersten Hälfte des 20. Jahrhunderts unmittelbar nordwestlich des NSG eine Ziegelei stand.
Das Landschaftsschutzgebiet Talraum des Kesselbaches liegt westlich und nördlich vom NSG, wobei es nicht direkt angrenzt.

## Schutzzweck
Wie bei allen Naturschutzgebieten in Deutschland wurde in der Schutzausweisung darauf hingewiesen, dass das Gebiet „wegen der Seltenheit, besonderen Eigenart und Schönheit des Gebietes“ zum Naturschutzgebiet wurde.